# Valdis Muktupāvels
Valdis Muktupāvels (ur. 9 listopada 1958) – jest łotewskim etnomuzykologiem, kompozytorem, muzykiem, doktorem sztuki, profesorem na Uniwersytecie Łotewskim.

## Działalność naukowa
Jest profesorem etnomuzykologii w Katedrze Folkloru i Etnologii na Wydziale Humanistycznym Uniwersytetu Łotewskiego. Muktupāvels ukończył studia na Wydziale Chemii Uniwersytetu Łotewskiego w 1980 roku uzyskując specjalizację nauczyciela chemii. W 1999 roku obronił pracę doktorską pt.: "Systematyka łotewskich instrumentów muzycznych". Od 29 listopada 2018 r. jest pełnoprawnym członkiem Łotewskiej Akademii Nauk.
W 2017 r. otrzymał nagrodę Łotewskiej Akademii Nauk "Największe Osiągnięcia Łotewskiej Nauki 2017 roku" za monografię pt.: "Ludowe Instrumenty muzyczne na Łotwie (lv: "Tautas mūzikas instrumenti Latvijā"). Muktupāvels został również odznaczony Orderem Wielkiego Księcia Giedymina piątej klasy (2001), a w latach 2003 i 2005 otrzymał doroczną Narodową Wielką Nagrodę w dziedzinie folkloru.
Muktupāvels specjalizuje się w łotewskiej i bałtyckiej, ludowej i współczesnej kulturze muzycznej: aspektach historycznych i społecznych, tradycjach i ich zmianach, instrumentach muzycznych oraz kwestiach kultury i tożsamości.
Był profesorem gościnnym na wielu uniwersytetach w Europie i Ameryce Północnej, jak również brał udział w zagranicznych konferencjach, m.in.: na Uniwersytecie Warszawskim. Muktupāvels brał udział w projekcie badawczym CoHERE w ramach programu Horyzont 2020 w latach 2016-2019 oraz w krajowym programie badawczym Habitus (2014-2018).
Muktupāvels jest autorem i współautorem sześciu książek i ponad pięćdziesięciu artykułów naukowych. Prace te zostały opublikowane w takich wydaniach jak The Grove Dictionary of Musical Instruments, Journal of Baltic Studies, The World of Music, The Garland Encyclopedia of World Music, Macmillan Encyclopedia of Religion i innych. Jest prezesem zarządu Łotewskiego Stowarzyszenia Autorów.

### Wykształcenie, kwalifikacje akademickie i naukowe[5]
- 1975–1980 – Studia na Wydziale Chemii Łotewskiego Uniwersytetu Państwowego, dyplom G-I nr 313617.
- 1980–1983 – Studia na Wydziale Kultury i Sztuki, Łotewska Akademia Muzyczna im. Jāzepsa Vītolsa, dyplom z wyróżnieniem nr 069809.
- 1996 – Magister sztuki, Łotewska Akademia Kultury, dyplom nr 000004.
- 1999 – Doktor sztuki, Uniwersytet Łotewski, dyplom nr 000047.
- 2002 – Profesor nadzwyczajny etnomuzykologii, Uniwersytet Łotewski, dyplom LU-APR nr 0102.
- 2012 – Członek Łotewskiej Akademii Nauk, dyplom nr K-319
- 2014 – Profesor studiów folklorystycznych na Uniwersytecie Łotewskim, dyplom LU-PR nr 0339.

## Działalność muzyczna
Muktupāvels jest kompozytorem muzyki chóralnej, instrumentalnej i filmowej. Wśród jego twórczości wyróżnia się, np.: misteria Viena pati Jāņu zāle (2010) oraz Nemus sonorum. W jego dorobku twórczym znajdują się również Pārcēlājs (2004) oraz albumy z tradycyjnymi i nowoczesnymi wykonaniami na psałterionie i koklach (2002) i muzyką dudową (2000 na Łotwie, 2002 w Wielkiej Brytanii). 
Filmy z muzyką Muktupāvelsa to Litauen - grünes Herz Europas (NDR 2008), Dina (J. Podnieka Studija, 2005) i Lettland: Wildnis zwischen Russland und Riga (NDR 2003).

## Życie prywatne
Muktupāvels urodził się 9 listopada 1958 r. w Livani, jego rodzicami są Pēterisa i Hermīne Muktupāvels.
Jego żoną jest Rūta Muktupāvela, mają czwórkę dzieci.

## Odznaczenia
- Krzyż Kawalerski Orderu Wielkiego Księcia Giedymina – Litwa, 2001[7]
- Medal Rady Bałtyckiej – 2019[8]

## Dyskografia
Do dorobku muzycznego V. Muktupāvels zalicza się m.in.:
- 2002: Kokles, Wydawca: UPE - UPE CD 043, gatunek folk, world & country.
- 2013: Valdis Muktupāvels Un Draugi. Karsta Bija Jāņu Nakte. Saulgriežu Maģiskā Saspēle, gatunek folk, world & country.
- 2019 Critical Heritages Folk Oratorio "Rivers of our Being" autor muzyki.